# Niederdeutsche Zeitung
Die Niederdeutsche Zeitung (NZ) war eine am 15. März 1922 gegründete (laut DIN-A3-Übersicht Hannoversche Tageszeitungen der Gottfried Wilhelm Leibniz Bibliothek erstmals am 2. Mai 1922 herausgegebene) und bis zum 31. Dezember 1933 erschienene Zeitung. Sie war von Anfang an ein „nationales Kampfblatt“, das – antidemokratisch und antiparlamentarisch – der Deutschnationalen Volkspartei (DNVP) und dem Hugenberg-Konzern nahestand.

## Geschichte
Von 1922 bis 1933 fungierte der Berufssoldat a. D., Gutsbesitzer und DNVP-Politiker Wilhelm von Ditfurth als Mitherausgeber und Aufsichtsratsvorsitzender der Zeitung. 1922 wurde Karl Anlauf, der ab den 1920er Jahren zugleich Schriftführer der hannoverschen Bürgervereine und auch Hauptmitarbeiter der Bürgerwacht war, Leiter des Feuilletons der Niederdeutschen Zeitung.
1930 betrug die Auflage lediglich 4.000 Exemplare.
Am 10. Mai 1933 feierte das Blatt das Ergebnis der Reichstagswahl: „Überwältigender Sieg Hitler-Hugenbergs“. Wegen eines kritischen Artikels über den Verlauf der Anwaltskammerneuwahlen zog sich die Zeitung jedoch am 10. Mai 1933 eine Verwarnung zu durch den Regierungspräsidenten.
Trotz der Auflösung der Deutschnationalen Front (als Nachfolgerin der DNVP) am 28. Juni 1933 erschien die NZ noch bis zum 31. Dezember 1933 und wurde dann ohne Angabe von Gründen eingestellt.